# Аквариум (Мельбурн)
Мельбурнский аквариум (англ. Melbourne Aquarium) — аквариум, расположенный в центральной части Мельбурна, Австралия. Аквариум Мельбурна был открыт в начале 2000 года.  Находится на берегу реки Ярра в непосредственной близости от моста Кинг-стрит Бридж и виадуком Флиндерс-стрит Виадакт. Коллекция аквариума включает в себя представителей животного мира южных морей, Антарктики и Австралии. Здесь проводятся выставки подводного мира Большого Барьерного Рифа, а еще можно прогуляться через туннель в огромном резервуаре с большими рыбами, акулами и скатами.